# さいたま市立泰平小学校
さいたま市立泰平小学校（さいたましりつ たいへいしょうがっこう）は、埼玉県さいたま市北区にある公立小学校。

## 沿革
- 1980年 - 4月1日、大砂土小、宮原小より分離独立し、 大宮市内34番目の小学校として開校した[1]。
- 1980年 - 8月28日、プール完成
- 1980年 - 12月19日、体育館完成
- 1981年 - 2月10日、校歌と校旗の制定発表会、この日を開校記念日とした。
- 1989年 - 10月25日、創立10周年記念式典
- 1999年 - 10月18日、創立20周年記念式典
- 2001年 - 浦和市、大宮市、与野市が合併しさいたま市が成立したことに伴い、さいたま市立泰平小学校と校名を変更した。
- 2009年 - 11月13日、創立30周年記念式典

## 交通アクセス
- 埼玉新都市交通　今羽駅東口より徒歩　約10分。